# Reacciones anapleróticas
Las reacciones anapleróticas son aquellas que proporcionan intermediarios del ciclo de los ácidos tricarboxílicos (TCA, del inglés) o ciclo del ácido cítrico o ciclo de Krebs. Explicado con un ejemplo, cuando las moléculas del ciclo de Krebs se reclutan para su uso en vías sintéticas, deben reabastecerse de nuevo para que el ciclo pueda seguir funcionando. Las vías y las reacciones que reponen las moléculas de la ruta se conocen como "reacciones anapleróticas". Por ejemplo, la carboxilación de piruvato que forma oxalacetato repone el oxalacetato retirado del ciclo para participar en la síntesis de nucleótidos o en la gluconeogénesis.
El malato se forma en el citosol de la célula por la acción de la fosfoenolpiruvato carboxilasa (PEP carboxiquinasa) y la malato deshidrogenasa, y una vez dentro de la matriz mitocondrial, puede ser empleado para obtener piruvato (reacción catalizada por la enzima málica) o ácido oxalacético. Ambos productos pueden entrar en el ciclo de Krebs. Dado que se trata de un ciclo, la formación de cualquiera de sus intermediarios puede servir para rellenar el ciclo entero y mantener todos sus sustratos al máximo. El término anaplerótico tiene su origen en el griego antiguo y significa rellenar.
Hay cuatro reacciones clasificadas como anapleróticas, aunque la producción de oxalacetato a partir de piruvato es probablemente la más importante fisiológicamente.
| Desde                        | A               | Reacción                                                                                    | Notas |
| Piruvato                     | oxalacetato     | piruvato + CO2 + H2O + ATP {\displaystyle \longrightarrow } oxalacetato + ADP + Pi + 2H+    | Esta reacción es catalizada por la piruvato carboxilasa, una enzima activada por Acetil-CoA, indicando una falta de oxalacetato. El Piruvato puede también ser convertido en L-malato, otro intermediario, mediante una vía similar. |
| Aspartato                    | oxalacetato     | aspartato + α-cetoglutarato {\displaystyle \longrightarrow } oxalacetato + glutamato        | Esta reacción es reversible pudiendo formar oxalacetato a partir de aspartato en una reacción de transaminación, vía aspartato aminotransferasa.                                                                                     |
| Glutamato                    | α-cetoglutarato | glutamato + NAD+ + H2O {\displaystyle \longrightarrow } NH4+ + α-cetoglutarato + NADH + H+. | Esta reacción está catalizada por la glutamato deshidrogenasa. |
| β-oxidación de ácidos grasos | succinil-CoA    | -                                                                                           | Cuando se oxidan ácidos grasos de cadena impar, se forma una molécula de succinil-CoA por cada ácido graso. La enzima final es la metilmalonil-CoA mutasa.                                                                           |